# Call of Duty 2 Big Red One
『Call of Duty 2 Big Red One』（こーる おぶ でゅーてぃ 2 びっぐ れっど わん、英語: Call of Duty 2: Big Red One、略称: CoD2 BRO）は、第二次世界大戦を題材としたファーストパーソン・シューティングゲーム。『CoD』の別編で、『CoD2』のスピンオフ的なゲーム。従来のイギリス軍編やソ連軍編は一切無く、アメリカ軍編のみだけで構成されたソフトである。日本語版は、2006年6月29日にコナミデジタルエンタテインメントよりPS2版が発売。海外ではPS2版以外にもXbox版とニンテンドー ゲームキューブ版も出ており、北米のPS2では『CoD:FH』とカップリングした、徳用パック『Call of Duty: Legacy』が発売されている。

## 内容
プレイヤーは、アメリカ軍で最も有名な師団、第1歩兵師団（ビッグ・レッド・ワン）の一員となり、北アフリカ戦線、イタリア戦線、ノルマンディー上陸作戦などの数多くの有名な戦場の激戦地で仲間と共に枢軸軍と戦う。時には空戦や爆撃任務、支援攻撃の要請などのさまざまな任務も架せられる。

## キャンペーン
プロローグ　我々は地獄を見てきた
1944年9月7日08:40時 フランス モブージュ
チャプター1　砲火の洗礼式
1942年11月8日06:30時 北アフリカ オラン
連合国軍によるモロッコとアルジェリアへの上陸作戦。実際に行われた戦闘はトーチ作戦を参照。
チャプター2　大戦車軍団
1943年2月13日11:00時 北アフリカ チュニジア
実際に行われた戦闘はシディブジッドの戦い（en:Battle of Sidi Bou Zid）を参照。
チャプター3　砂漠の狐
1943年2月19日09:10時 北アフリカ カセリーヌ付近
実際に行われた戦闘はカセリーヌ峠の戦いを参照。
チャプター4　反撃
1943年2月22日13:50時 北アフリカ カセリーヌ
チャプター5　リベレーター
1942年11月8日09:15時 北アフリカ オラン海岸沖
チャプター6　ハスキー作戦
1943年7月10日03:00時 シチリア島 ジェーラ海岸
連合軍によるイタリアのシチリア島への上陸作戦。実際に行われた戦闘はハスキー作戦を参照。
チャプター7　ピアノ・ルボ
1943年7月11日09:20時 シチリア島 ジェーラ郊外
チャプター8　さらば戦友
1943年8月5日10:40時 シチリア島 トロイナ
チャプター9　偉大なる聖戦
1944年6月6日06:00時 フランス ノルマンディー
実際に行われた戦闘はノルマンディー上陸作戦を参照。
チャプター10　楽な任務
1944年9月2日15:20時 ベルギー モンス
実際に行われた戦闘はモンス・ポケットの戦い（en:Battle of the Mons pocket）を参照。
チャプター11　十字架の丘
1944年9月14日06:10時 ドイツ アイレンドルフ・リッジ
チャプター12　最後の列車
1945年1月19日07:20時 ドイツ ブッフホルツ付近
チャプター13　竜の牙
1945年1月19日10:15時 ドイツ ジークフリート線

## 主要登場人物
ローランド・ロジャー
プレイヤーキャラクター。アメリカ陸軍第1歩兵師団所属。階級は二等兵。ゲーム中では階級で呼ばれるため、彼の名前は海外版の資料でしか確認できない。パッケージの人物が彼である。
ストレッチ
B-24爆撃機のガンナー。階級は不明。ローランドの兄で、1ステージだけプレイヤーキャラクターとなる。ストレッチはあだ名である。
ノーマン・ディレーニ
陸軍第1歩兵師団所属。階級は中尉。シカゴ出身。戦術に長けた人物で、陸軍士官学校のころからその頭角を現していた。
生まれついてのリーダー気質である彼は、自分の指揮下のどんな細かなことも漏らさずに覚えており、そのことが部下からの人望の厚さに繋がっている。
グレイ・ホーク・ホーキンス
陸軍第1歩兵師団所属。階級は軍曹。
ミネソタ州ダルース出身。ある朝、父親が仕事に行ってから2度と戻らなかったため、その日以来ずっと家族を支えてきた。
ストイックながらも時おり見せるユーモアな振るまいが、仲間との結束を固めるのに一役かっている。
アルビン・ブルックリン・ブルームフィールド
陸軍第1歩兵師団所属。階級は二等兵。"ブルックリン"というあだ名ではあるが、出身地はブロンクス。
ユダヤ人の大家族に生まれた彼は、ジョー・ディマジオが見たくて、いつも学校をさぼっては球場へ足を運んでいた。
入隊当初は空軍を希望していたが、身長が足りず、第1歩兵師団に配属された。
ビクター・ビッグ・デンリー
陸軍第1歩兵師団所属。階級は二等兵。テキサスの小さな町で育った。
学校の成績はあまりよくなかったが、フットボールのラインバッカーとしては優秀な選手であった。
18歳になったとき「ヒトラーの髭をむしり取ってケツの穴に突っ込んでやる」という意気込みで入隊を志願した。
スティーブン・ケリー
陸軍第1歩兵師団所属。階級は二等兵。コネチカット出身。医者の一人息子として裕福な少年期を過ごした。
クラストップの成績で高校を卒業するとエール大学で英仏文学を専攻した後、2年目修了時点で徴兵されることとなった。
ジョン・ジャクソン・シュミッティ・スミス
陸軍第1歩兵師団所属。階級は二等兵。クリーブランドで育った。
少年時代から機械いじりをしているときだけは機嫌が良かったという。
ヨーロッパでの戦争が始まるずっと前から、機械工として砲兵師団に所属していた。
しかし、実戦とはほど遠い仕事をしていたため、戦闘訓練をまったく受けていない状況で第1歩兵師団に配属された。
マイルズ・マニー・カスティーヨ
陸軍第1歩兵師団所属。階級は二等兵。カリフォルニア州サクラメントの出身。
公立高校に進学し、バスケットボール部の2軍でいつもベンチを温めていた。ユニフォームを着られるだけで満足していた本人は試合に出られないことなど気にもしていなかった。